# جين تايلور (لاعب كرة قدم أمريكية)
جين تايلور (بالإنجليزية: Gene Taylor)‏ هو لاعب كرة قدم أمريكية أمريكي، ولد في 12 نوفمبر 1962 في أوكلاند في الولايات المتحدة.